# FAM71C
FAM71C (англ. Family with sequence similarity 71 member C) – білок, який кодується однойменним геном, розташованим у людей на 12-й хромосомі. Довжина поліпептидного ланцюга білка становить 241 амінокислот, а молекулярна маса — 27 472.
| 10         |  | 20         |  | 30         |  | 40         |  | 50         |
| ---------- |  | ---------- |  | ---------- |  | ---------- |  | ---------- |
| MEDCCMLPYY |  | TAQSSPAMGM |  | FNTSMGKLQR |  | QLYKGEYTIF |  | RYAPMFESDF |
| IQISKRGEVI |  | DVHNRARMVT |  | MGIVRTSPCL |  | TLPDVMLLAR |  | PAAVCDNARC |
| GPATQKRESP |  | PAEILELTRL |  | LPLMFVKITI |  | HNSVKKQLHL |  | KLATGRSFYL |
| QLCPPSDASE |  | DLFVHWENLV |  | YILRPPVEAY |  | SDTRAILAGN |  | TLDSSVLEEV |
| QRSPVGYAMK |  | FCEEKEQFRI |  | SRLHMNAEMF |  | GSTYCDYTIE |  | I          |

A: Аланін

C: Цистеїн

D: Аспарагінова кислота

E: Глутамінова кислота

F: Фенілаланін

G: Гліцин

H: Гістидин

I: Ізолейцин

K: Лізин

L: Лейцин

M: Метіонін

N: Аспарагін

P: Пролін

Q: Глутамін

R: Аргінін

S: Серин

T: Треонін

V: Валін

W: Триптофан